# Hansa-Brandenburg W.12

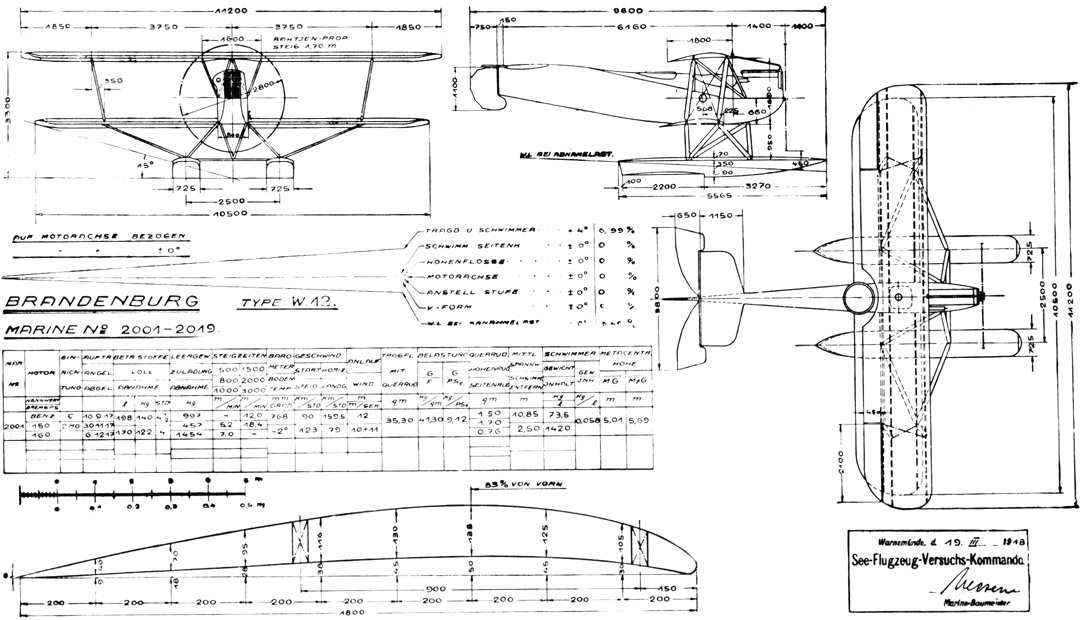
Tekening W.12

De Hansa-Brandenburg W.12 is een dubbeldekker gevechtsvliegtuig gebouwd door Hansa-Brandenburg.

## Geschiedenis
In september 1916 ontving Hansa-Brandenburg de opdracht van de Keizerlijke Duitse marine om een nieuw gevechtsvliegtuig te ontwikkelen. Het vliegtuig was een doorontwikkeling van de KDW, een ontwerp van Ernst Heinkel, die voor Hansa-Brandenburg werkte.
De W.12 kreeg een extra cockpit voor de waarnemer/schutter. Het had een ongebruikelijk staartvlak, deze hing onder de romp terwijl staand op de romp het meest gebruikelijk was. Met deze speciale bevestiging had de schutter in de achterste cockpit een vrij schootsveld. De eerste vlucht vond plaats in januari 1917.
De W.12’s kwamen medio 1917 in dienst en werden ingezet aan het westelijk front. Ze waren gestationeerd in België, op de vliegvelden van de marine in Oostende en Zeebrugge. Het vliegtuig had enig succes en schoot het Britse luchtschip C.27 neer.
Op 22 april 1918 maakte een Duitse W.12 een noodlanding in Nederland.Nederland was neutraal en het vliegtuig en bemanning werd geïnterneerd. Na uitgebreide tests kocht de Nederlandse regering in 1919 een licentie om het vliegtuig zelf te bouwen. 35 W.12's werden vervolgens vervaardigd door Van Berkel uit Rotterdam. Deze versie kreeg de type-aanduiding W-A en dienden tot 1933 bij de Nederlandse Marine Luchtvaartdienst (MLD).

## Versies
- W.12, de originele versie voor de Marine, 146 stuks zijn er gemaakt.
- W-A, de in Nederland gebouwde versie, productie 35 stuks.

## Specificaties
- Bemanning: 2
- Maximaal gewicht: 1463 kg
- Maximumsnelheid: 160 km/h
- Plafond: 4000 m
- Bewapening: 1 of 2× vaste 7,92mm-IMG 08 machinegeweren (vooruit gericht) en 1× 7,92mm-Parabellum MG14 in de achterste cockpit